# استان هامگیونگ شمالی (ادعای جمهوری کره)
استان هامگیونگ شمالی (به کره‌ای: 함경북도) استان مورد ادعای دولت جمهوری کره در کره شمالی است.
این واحد تقسیماتی، در سئول دفتر و فرماندار و دستگاه‌های حکومتی دارد. هدف از وجود این‌چنین استانِ ادعایی، پیشبرد ادعای دولت جمهوری کره بر کل شبه‌جزیره کره، و آماده داشتن ساختار و نظام قانونی برای اعمال حاکمیت بر این اراضی در صورت اتحاد دو کره تحت تابعیت متلق دولت جمهوری کره می‌باشد. این استان ادعایی در برگیرندهٔ استان هامگیونگ شمالی و شهر ویژه راسون می‌باشد.
استان ادعایی هامگیونگ شمالی ۲۰٬۳۴۵ کیلومتر مربع مساحت دارد.